# Без родини (фільм)
«Без родини» (англ. Sans famille) — французька драма 2000 року за участю П'єра Рішара.

## Сюжет
Загадковий сеньйор Віталіс — бродячий артист, мандрує по світу. Одного разу доля зводить його з хлопчиком-сиротою Реммі. Разом вони вирушають мандрувати, розважають людей, влаштовують вуличні вистави. Але вони не знають, що у Реммі є таємниця з його минулого і йому загрожує небезпека. Його прагнуть вбити і за всим цим стоїть один дуже впливовий граф…